# Rue Noémie-Dessalles
La rue Noémie-Dessalles (en occitan : carrièra Noémie Dessalles) est une voie de Toulouse, chef-lieu de la région Occitanie, dans le Midi de la France.

## Situation et accès

### Description
La rue Noémie-Dessalles est une voie publique. Elle se trouve dans le quartier de Marengo.
La chaussée compte une seule voie de circulation automobile en sens unique, de la rue de Périole vers la rue Saint-Louis, puis à double-sens à partir de la rue Saint-Louis. Elle appartient à une zone 30 et la vitesse y est limitée à 30 km/h. Il n'existe pas de bande, ni de piste cyclable, quoiqu'elle soit à double-sens cyclable sur toute sa longueur.

### Voies rencontrées
Le rue Noémie-Dessalles rencontre les voies suivantes, du sud au nord (« g » indique que la rue se situe à gauche, « d » à droite) :
1. Rue de Périole
2. Rue d'Armagnac (g)
3. Rue Jean-Favier (d)
4. Rue Saint-Louis (g)
5. Rue Jean-Favier (d)
6. Rue du Général-Taupin
7. Rue Maréchal-Lyautey (g)
8. Rue Jolimont
9. Rue Maréchal-Gallieni (g)
10. Passage Charles-Bourseul (d)

## Odonymie
La rue est nommée d'après Noémie Dessalles : elle était la fille de Jean Dessalles, propriétaire du château de Caumont (emplacement de l'actuel no 43-45 rue de Caumont), et l'épouse de Paul Blaja. Leur fils, Prosper Blaja, est l'auteur du lotissement dont la rue Noémie-Dessalles forme l'axe principal.
Il avait proposé d'attribuer à la rue le nom du Maréchal-Foch – comme on avait choisi celui de Maréchal-Gallieni, Maréchal-Lyautey et Maréchal-Pétain (actuelle rue Frédéric-Petit) aux rues voisines –, mais il fut finalement donné à une avenue du lotissement Gril, au nord du quartier de Rangueil.

## Histoire
L'urbanisation de la colline du Calvinet commence dans la deuxième moitié du XIXe siècle. Elle se concentre d'abord autour du nouveau quartier de Marengo, créé entre 1858 et 1870, et prolongé au nord par le quartier des Champs-Élysées, aménagé entre 1860 et 1890 autour de la rue du même nom. Plus au nord, le sud du nouveau quartier du faubourg Bonnefoy se développe à la même époque, à partir de 1865. Le plateau de Jolimont, entre le chemin de Périole (actuelle rue de Périole) et le chemin des Redoutes (actuelles rues Bernard-Ortet et des Redoutes) n'est pas encore touché par la croissance urbaine toulousaine.
En 1920, Prosper Blaja décide de la création d'un lotissement sur des terrains qui lui appartiennent. La famille Blaja possède effectivement de vastes terrains sur le versant de la colline du Calvinet : le père de Prosper, Paul Blaja, et sa mère, Noémie Dessalles, avaient déjà loti des terrains au sud du quartier de Marengo (actuelle rue Blaja). Le nouveau lotissement s'organise autour de plusieurs voies : la rue Saint-Louis et la rue Jolimont, prolongées au-delà de la rue de Périole en 1920, la rue Bellevue (actuelle rue Noémie-Dessalles) tracée en 1923, la rue du Général-Taupin prolongée en 1926, la rue Maréchal-Pétain (actuelle rue Frédéric-Petit) tracée en 1929, la rue des Cinq-Frères (actuelle rue Jean-Favier) en 1930, la rue Maréchal-Gallieni en 1932 et enfin la rue Maréchal-Lyautey en 1935.
Les premières maisons sont élevées dans le deuxième quart du XXe siècle (actuels no 1, 3, 9, 21, 23 et 29 ; no 16 à 22).

## Patrimoine et lieux d'intérêt

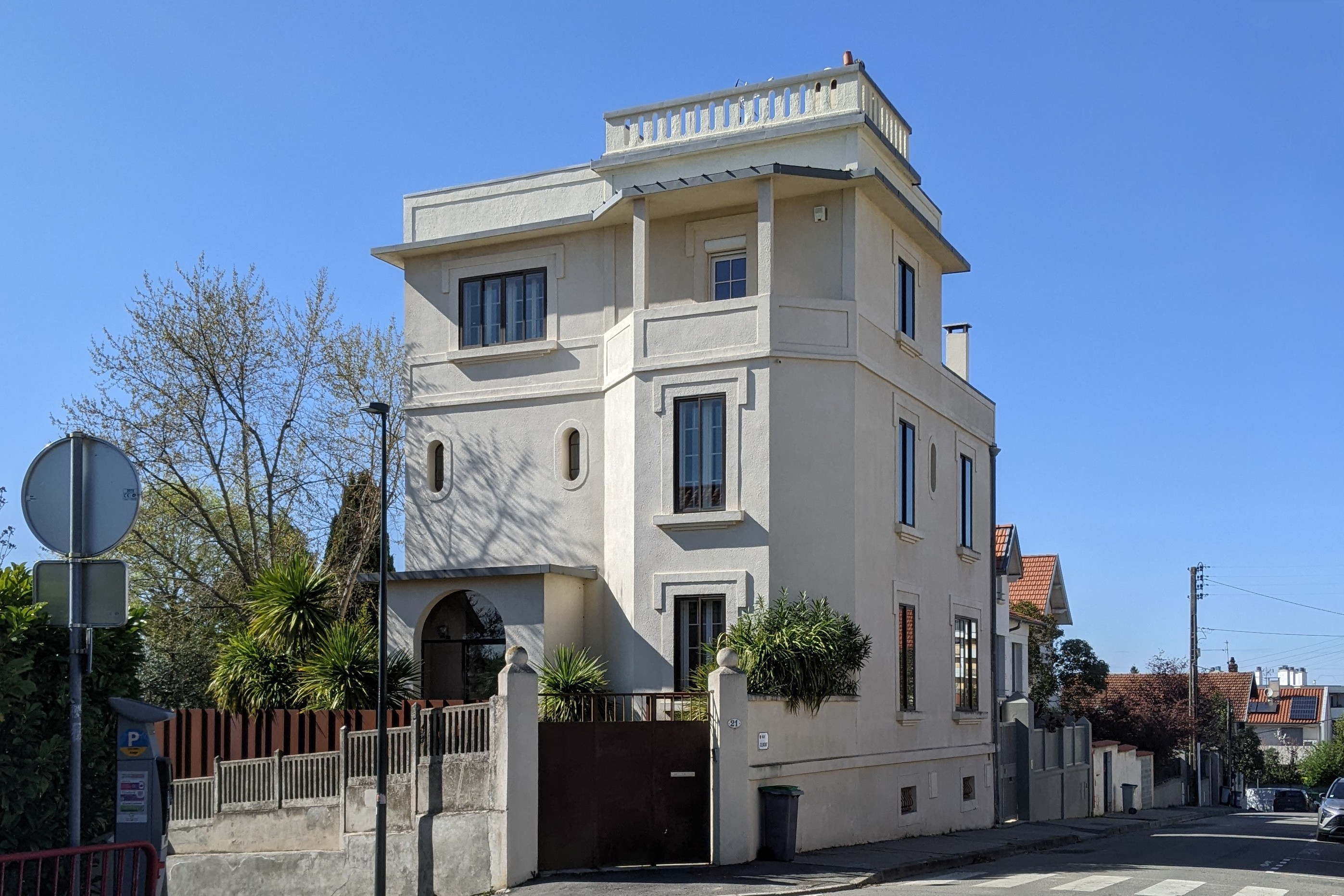
no 21 : maison.

- no  21 : maison.
La maison, de style Art déco, est construite dans le deuxième quart du XXe siècle. Elle s'élève sur une parcelle à l'angle de la rue Jolimont (actuel no 21), au sein d'un jardin arboré. Elle possède une ossature en béton et compte quatre niveaux – un sous-sol semi-enterré, un rez-de-chaussée surélevé et deux étages –, lui donnant l'aspect d'une tour, profitant de son emplacement privilégié sur les hauteurs de la colline du Calvinet. Les façades, couvertes d'un enduit clair uniforme, sont animées par les décrochements et le décor géométrique des baies[14].

- no  29 : maison
La maison, de style Art déco, est construite dans le deuxième quart du XXe siècle[15].